# Pedro de la Rosa
Pedro Martínez de la Rosa (ur. 24 lutego 1971 w Barcelonie) – hiszpański kierowca wyścigowy. Aktualnie pełni funkcję ambasadora teamu Astona Martina w Formule 1. Mieszka w Barcelonie, jest żonaty i ma dwie córki.

## Życiorys

### Początki kariery
Karierę kierowcy rozpoczął późno, bo dopiero w wieku 17 lat w kartingu w lokalnej serii (Catalonian Championship). Szybko zainteresowała się nim Hiszpańska Federacja Motorowa. Został objęty programem “Ofensiva Uno”, który pomagał kierowcom jednoosobowych bolidów. W 1989 r. rozpoczął starty w Hiszpańskiej Formule Fiat Uno. Wziął udział w siedmiu wyścigach, wygrał dwukrotnie, a na podium stawał pięciokrotnie. W następnym roku przeniósł się do Hiszpańskiej Formuły Ford 1600, w której okazał się bezkonkurencyjny wygrywając 8 z 10 wyścigów. W 1991 r. zajął czwartą pozycję w Hiszpańskiej Formule Ford, a w 1992 r. został Mistrzem Brytyjskiej Formuły Renault. W tym samym roku startował w Europejskiej Formule Renault i także zdobył tytuł mistrzowski. Kolejne dwa lata spędził w Brytyjskiej Formule 3, ale udało mu się tylko trzykrotnie stanąć na podium. W roku 1995 został Mistrzem Japońskiej Formuły 3. W sezonie 1996 rozpoczął starty w Formule Nippon, a w 1997 wywalczył tytuł mistrza. W 1997 zdobył także tytuł mistrzowski w Japońskich Mistrzostwach GT.

### Formuła 1

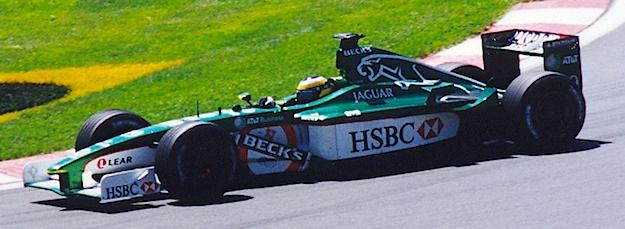
Pedro de la Rosa podczas GP Kanady 2001

W 1998 został rezerwowym kierowcą stajni Jordan. 
Zespół Arrows zatrudnił go jako głównego kierowcę od sezonu 1999. Podczas swojego debiutu (Grand Prix Australii) zdobył także swój pierwszy punkt, zajmując szóstą pozycję. Okazało się, że był to jedyny punkt, jaki zdobędzie w sezonie, który ukończył na 17 pozycji. Kolejny sezon był bardziej udany, ale także nie najlepszy. Zdołał dwukrotnie ukończyć wyścig na szóstej pozycji (Grand Prix Węgier i Grand Prix Niemiec). Ostatecznie sezon ukończył na 15 pozycji w klasyfikacji. 
Sezon 2001 rozpoczął w barwach Jaguar Racing, ale dopiero w piątej eliminacji sezonu (Grand Prix Hiszpanii). Podczas Grand Prix Włoch udało się mu zająć piątą pozycję, był także szósty podczas Grand Prix Kanady. Zdobył łącznie 3 punkty i uplasował się na 16 pozycji. Sezon 2002 był najgorszym w jego karierze - nie zdobył ani jednego punktu.

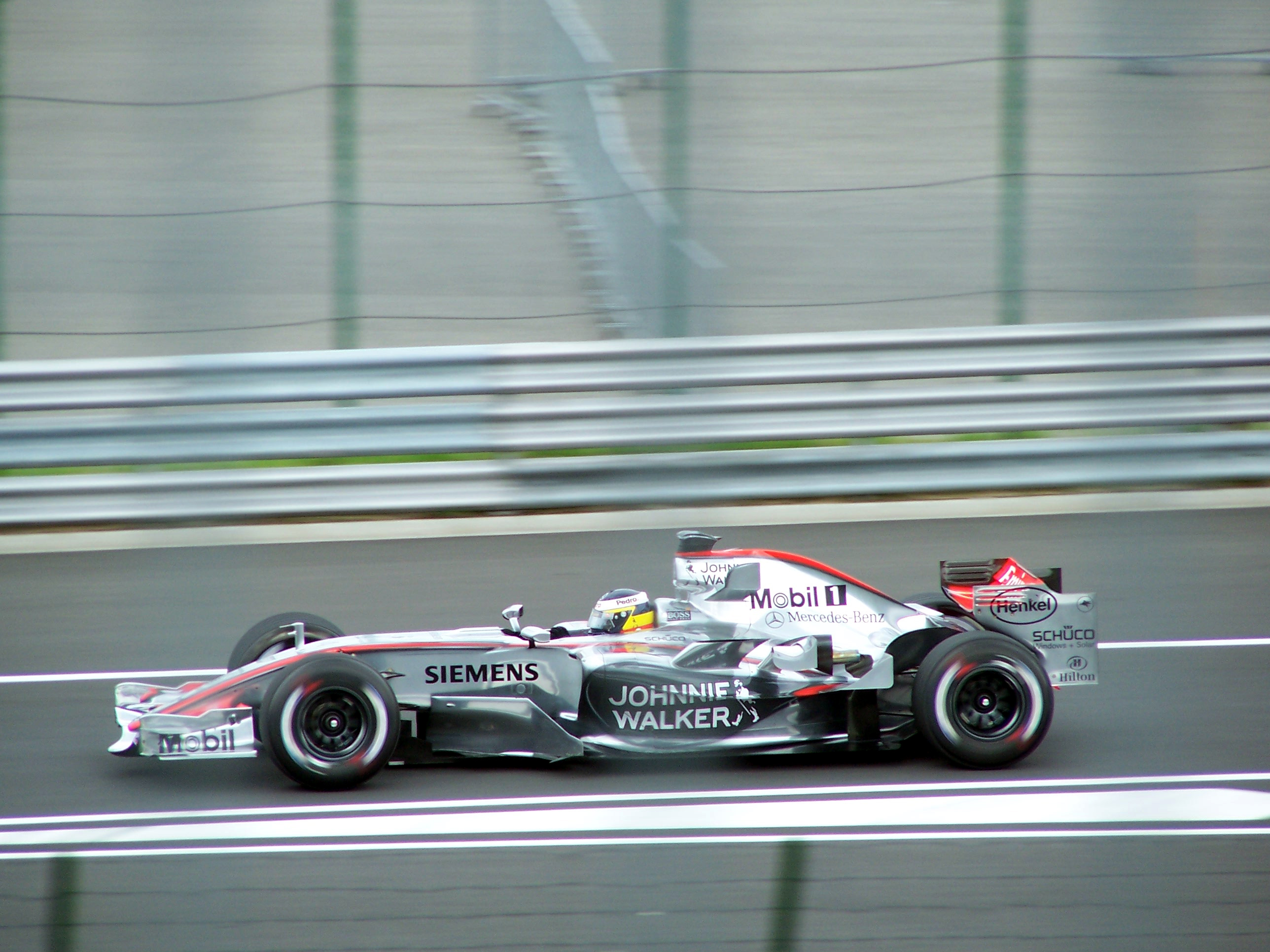
Pedro de la Rosa podczas kwalifikacji do GP Węgier 2006

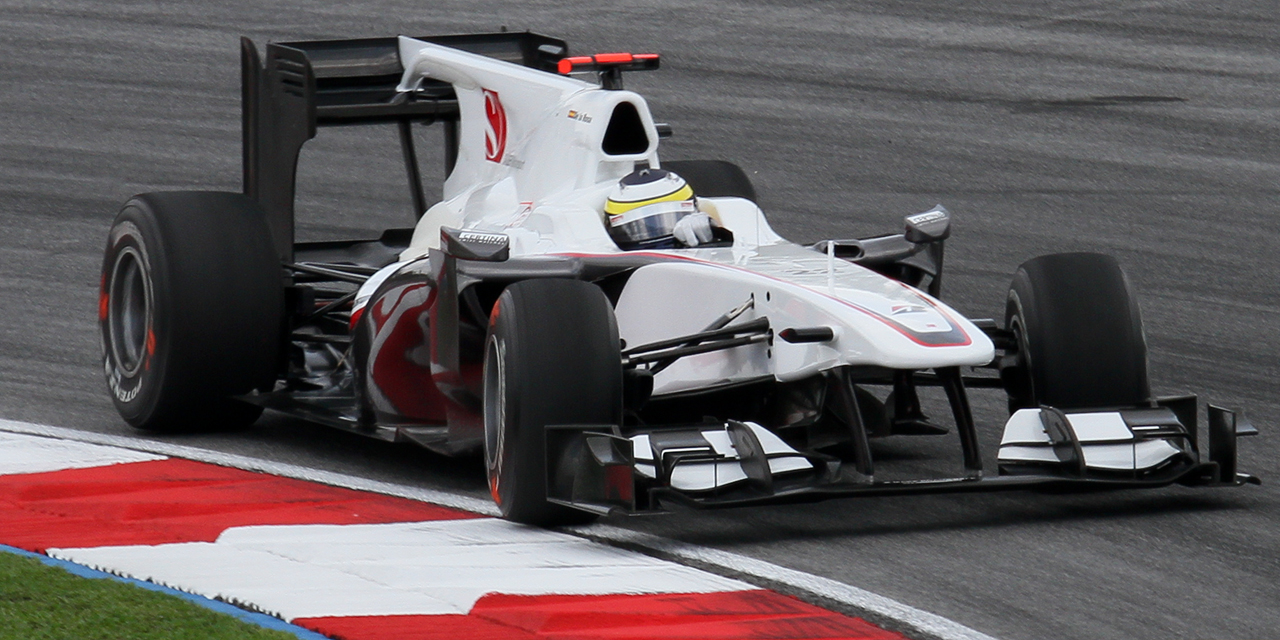
de la Rosa w Sauberze C29 podczas Grand Prix Malezji w 2010 roku

Od sezonu 2003 został kierowcą testowym McLarena, a w sezonie 2005 także ich trzecim kierowcą. Pedro powrócił do wyścigów podczas Grand Prix Bahrajnu, zastępując kontuzjowanego Juana Pablo Montoyę. Debiut w barwach zespołu był bardzo udany, wyścig zakończył na piątej pozycji i zdobył 4 punkty w klasyfikacji, a także ustanowił rekord okrążenia toru.
W sezonie 2006 kontynuował współpracę z McLarenem. Gdy w lipcu Montoya postanowił rozpocząć starty w serii NASCAR, zespół zakończył z nim współpracę, a de la Rosę wybrano na jego zastępcę. W pierwszym starcie sezonu - Grand Prix Francji, wywalczył siódmą pozycję. Podczas eliminacji w Niemczech wyeliminowała go awaria techniczna. Szczęście uśmiechnęło się do Hiszpana już tydzień później, podczas Grand Prix Węgier. Po tym, jak z wyścigu wycofali się najgroźniejsi rywale: partner z zespołu - Kimi Räikkönen oraz dwaj pretendenci do tytułu - Fernando Alonso i Michael Schumacher, Pedro musiał uznać tylko wyższość Jensona Buttona i stanął po raz pierwszy w karierze na podium.
W barwach McLarena startował do końca sezonu. Po GP Węgier punktował jeszcze trzykrotnie - podczas GP Turcji i GP Chin zajął piąte miejsca, a GP Brazylii ukończył na ósmym miejscu. W sezonie 2006 zdobył łącznie 19 punktów, czyli prawie dwukrotnie więcej, niż w swojej dotychczasowej karierze i zajął najlepszą pozycję w klasyfikacji generalnej w karierze - jedenaste miejsce.
De la Rosa był uważany za mocnego kandydata na partnera dla Fernando Alonso w McLarenie w sezonie 2007. Szefostwo zespołu zdecydowało się jednak powierzyć tę rolę własnemu wieloletniemu protegowanemu - Lewisowi Hamiltonowi. De la Rosa zdecydował się tym samym na kontynuowanie współpracy z brytyjskim zespołem jako ich kierowca testowy. 
De la Rosa został uznany za jednego z podejrzanych w tzw. aferze szpiegowskiej (McLaren został ukarany za posiadanie poufnych danych zespołu Ferrari). Szczególna burza została wywołana po wymianie tajnych e-maili z Fernando Alonso, w których to de la Rosa przekonywał, iż jest w posiadaniu tajnych danych zespołu Ferrari.

#### Starty w Sauberze

##### 2010
W sezonie 2010 wraz z Kamui Kobayashim startował w zespole Sauber.
Od Grand Prix Singapuru został zastąpiony przez Nicka Heidfelda.

##### 2011
W 2011 roku Hiszpan zastąpił w Grand Prix Kanady Sergio Péreza. Meksykanin nie był w stanie kontynuować jazdy w weekendzie wyścigowym z powodu złego samopoczucia po pierwszym treningu, które powstało po wypadku na torze w Monte Carlo dwa tygodnie wcześniej.

## Wyniki

### Formuła 1
| Legenda oznaczeń w tabelach wyników Wyświetl szablon na nowej stronie | Legenda oznaczeń w tabelach wyników Wyświetl szablon na nowej stronie                                                                     |
| Oznaczenie                                                            | Wyjaśnienie |
| --------------------------------------------------------------------- | --- |
| Złoty                                                                 | Zwycięzca lub mistrzostwo |
| Srebrny                                                               | 2. miejsce lub wicemistrzostwo |
| Brązowy                                                               | 3. miejsce lub II wicemistrzostwo |
| Zielony                                                               | Ukończył, punktował (w klasyfikacji generalnej, gdy zdobył co najmniej jeden punkt na przestrzeni sezonu, poza trzema powyższymi opcjami) |
| Niebieski                                                             | Ukończył, nie punktował (w klasyfikacji generalnej, gdy nie zdobył co najmniej jednego punktu na przestrzeni sezonu)                      |
| Czerwony                                                              | Nie zakwalifikował się (NZ) |
| Czerwony                                                              | Nie prekwalifikował się (NPK) |
| Różowy                                                                | Nie ukończył (NU) |
| Różowy                                                                | Niesklasyfikowany (NS) (w klasyfikacji generalnej, gdy nie został sklasyfikowany w żadnym wyścigu sezonu)                                 |
| Czarny                                                                | Zdyskwalifikowany (DK) |
| Czarny                                                                | Wykluczony (WYK/EX) |
| Biały                                                                 | Nie wystartował (NW) |
| Biały                                                                 | Kontuzjowany (K/INJ) |
| Biały                                                                 | Wyścig odwołany (OD/C) |
| Bez koloru                                                            | Został wycofany (WYC/WD) |
| Bez koloru                                                            | Nie przybył (NP/DNA) |
| Bez koloru                                                            | Nie brał udziału w treningach (NT/DNP) |
| Bez koloru                                                            | Nie został zgłoszony (–) |
| Pogrubienie                                                           | Start z pole position |
| Kursywa                                                               | Najszybsze okrążenie wyścigu |
| †                                                                     | Nie ukończył, ale jego rezultat został zaliczony ze względu na przejechanie więcej niż 90% dystansu wyścigu.                              |
| *                                                                     | Sezon w trakcie |
| 1/2/3                                                                 | Punktowana pozycja w sprincie kwalifikacyjnym                                                                                             |
| Lista systemów punktacji Formuły 1                                    | |

| Sezon | Zespół             | Samochód                           | Pozycje startowe / w wyścigach | Pozycje startowe / w wyścigach | Pozycje startowe / w wyścigach | Pozycje startowe / w wyścigach | Pozycje startowe / w wyścigach | Pozycje startowe / w wyścigach | Pozycje startowe / w wyścigach | Pozycje startowe / w wyścigach | Pozycje startowe / w wyścigach | Pozycje startowe / w wyścigach | Pozycje startowe / w wyścigach | Pozycje startowe / w wyścigach | Pozycje startowe / w wyścigach | Pozycje startowe / w wyścigach | Pozycje startowe / w wyścigach | Pozycje startowe / w wyścigach | Pozycje startowe / w wyścigach | Pozycje startowe / w wyścigach | Pozycje startowe / w wyścigach | Pozycje startowe / w wyścigach | Pozycje startowe / w wyścigach |
| Sezon | Zespół             | Silnik                             | 1                              | 2                              | 3                              | 4                              | 5                              | 6                              | 7                              | 8                              | 9                              | 10                             | 11                             | 12                             | 13                             | 14                             | 15                             | 16                             | 17                             | 18                             | 19                             | 20                             | 21                             |
| 2002  |                    |                                    | Australia                      | Malezja                        | Brazylia                       | San Marino                     | Hiszpania                      | Austria                        | Monako                         | Kanada                         | Unia Europejska                | Wielka Brytania                | Francja                        | Niemcy                         | Węgry                          | Belgia                         | Włochy                         | Stany Zjednoczone              | Japonia                        |                                |                                |                                |                                |
| ----- | ------------------ | ---------------------------------- | ------------------------------ | ------------------------------ | ------------------------------ | ------------------------------ | ------------------------------ | ------------------------------ | ------------------------------ | ------------------------------ | ------------------------------ | ------------------------------ | ------------------------------ | ------------------------------ | ------------------------------ | ------------------------------ | ------------------------------ | ------------------------------ | ------------------------------ | ------------------------------ | ------------------------------ | ------------------------------ | ------------------------------ |
| 2002  | Jaguar Racing      | Jaguar Racing R3/R3B               | 20                             | 17                             | 11                             | 21                             | 16                             | 19                             | 20                             | 16                             | 16                             | 21                             | 15                             | 20                             | 15                             | 11                             | 8                              | 17                             | 17                             |                                |                                |                                |                                |
| 2002  | Jaguar Racing      | Cosworth CR-3 3.0 V10/CR-4 3.0 V10 | 8                              | 10                             | 8                              | NU                             | NU                             | NU                             | 10                             | NU                             | 10                             | 11                             | 9                              | NU                             | 13                             | NU                             | NU                             | NU                             | NU                             |                                |                                |                                |                                |
| 2005  |                    |                                    | Australia                      | Malezja                        | Bahrajn                        | San Marino                     | Hiszpania                      | Monako                         | Unia Europejska                | Kanada                         | Stany Zjednoczone              | Francja                        | Wielka Brytania                | Niemcy                         | Węgry                          | Turcja                         | Włochy                         | Belgia                         | Brazylia                       | Japonia                        |                                |                                |                                |
| 2005  | McLaren            | McLaren MP4-20                     | -                              | -                              | 8                              | -                              | -                              | -                              | -                              | -                              | -                              | -                              | -                              | -                              | -                              | -                              | -                              | -                              | -                              | -                              |                                |                                |                                |
| 2005  | McLaren            | Mercedes-Benz FO 110R 3.0 V10      | -                              | -                              | 5                              | -                              | -                              | -                              | -                              | -                              | -                              | -                              | -                              | -                              | -                              | -                              | -                              | -                              | -                              | -                              |                                |                                |                                |
| 2006  |                    |                                    | Bahrajn                        | Malezja                        | Australia                      | San Marino                     | Unia Europejska                | Hiszpania                      | Monako                         | Wielka Brytania                | Kanada                         | Stany Zjednoczone              | Francja                        | Niemcy                         | Węgry                          | Turcja                         | Włochy                         |                                | Japonia                        | Brazylia                       |                                |                                |                                |
| 2006  | McLaren            | McLaren MP4-21                     | -                              | -                              | -                              | -                              | -                              | -                              | -                              | -                              | -                              | -                              | 8                              | 9                              | 5                              | 12                             | 7                              | 7                              | 13                             | 12                             |                                |                                |                                |
| 2006  | McLaren            | Mercedes-Benz FO 108S 2.4 V8       | -                              | -                              | -                              | -                              | -                              | -                              | -                              | -                              | -                              | -                              | 7                              | NU                             | 2                              | 5                              | NU                             | 5                              | 11                             | 8                              |                                |                                |                                |
| 2010  |                    |                                    | Bahrajn                        | Australia                      | Malezja                        |                                | Hiszpania                      | Monako                         | Turcja                         | Kanada                         | Unia Europejska                | Wielka Brytania                | Niemcy                         | Węgry                          | Belgia                         | Włochy                         | Singapur                       | Japonia                        | Korea Południowa               | Brazylia                       |                                |                                |                                |
| 2010  | BMW Sauber F1 Team | Sauber C29                         | 14                             | 14                             | 12                             | 17                             | 12                             | 15                             | 13                             | 17                             | 16                             | 9                              | 14                             | 9                              | 22                             | 16                             | -                              | -                              | -                              | -                              | -                              |                                |                                |
| 2010  | BMW Sauber F1 Team | Ferrari 056 2,4l V8                | NU                             | 12                             | NW                             | NU                             | NU                             | NU                             | 11                             | NU                             | 12                             | NU                             | 15                             | 7                              | 11                             | 14                             | -                              | -                              | -                              | -                              | -                              |                                |                                |
| 2011  |                    |                                    | Australia                      | Malezja                        |                                | Turcja                         | Hiszpania                      | Monako                         | Kanada                         | Unia Europejska                | Wielka Brytania                | Niemcy                         | Węgry                          | Belgia                         | Włochy                         | Singapur                       | Japonia                        | Korea Południowa               | Indie                          |                                | Brazylia                       |                                |                                |
| 2011  | Sauber F1 Team     | Sauber C30                         | -                              | -                              | -                              | -                              | -                              | -                              | 17                             | -                              | -                              | -                              | -                              | -                              | -                              | -                              | -                              | -                              | -                              | -                              | -                              |                                |                                |
| 2011  | Sauber F1 Team     | Ferrari 056 2,4l V8                | -                              | -                              | -                              | -                              | -                              | -                              | 12                             | -                              | -                              | -                              | -                              | -                              | -                              | -                              | -                              | -                              | -                              | -                              | -                              |                                |                                |
| 2012  |                    |                                    | Australia                      | Malezja                        |                                | Bahrajn                        | Hiszpania                      | Monako                         | Kanada                         | Unia Europejska                | Wielka Brytania                | Niemcy                         | Węgry                          | Belgia                         | Włochy                         | Singapur                       | Japonia                        | Korea Południowa               | Indie                          |                                | Stany Zjednoczone              | Brazylia                       |                                |
| 2012  | HRT F1 Team        | HRT F112                           | NZ                             | 22                             | 22                             | 20                             | 22                             | 21                             | 20                             | 21                             | 21                             | 23                             | 23                             | 21                             | 23                             | 24                             | 20                             | 23                             | 22                             | 22                             | 23                             | 24                             |                                |
| 2012  | HRT F1 Team        | Cosworth CA2012                    | NZ                             | 22                             | 21                             | 20                             | 19                             | NU                             | NU                             | 17                             | 20                             | 21                             | 22                             | 18                             | 18                             | 17                             | 18                             | NU                             | NU                             | 17                             | 21                             | 17                             |                                |

## Rekordy
| Rekord                                    | Liczba          |
| ----------------------------------------- | --------------- |
| Rekord toru Bahrain International Circuit | 1:31.447 (2005) |